# 生命倫理学
生命倫理学（せいめいりんりがく、英: Bioethics、生命倫理、バイオエシクス）とは、生物学と医学の発展から生じた種々の倫理的な問題を研究する学問である。またそれは医療におけるポリシーと実践に関連する道徳的な見識とすることもできる。生命倫理はライフサイエンス、バイオテクノロジー、医学と医療倫理、政治、法律、そして哲学といった分野の関係性において生じる倫理的な問題を扱い、他の医学分野（例えばプライマリーケアにおけるプライマリーケア倫理など）に関連する価値観の探求をも含む。倫理（学）とは生物科学の領域の外にあるその他多くの科学にも関連するものなのである。

## 語源
生命倫理（Bioethics、ギリシャ語：bios, life, 命; ethos, behavior, 振る舞い）という用語は、1926年に、「生命倫理的義務」と題する科学的研究における動植物の使用に関する記事において Fritz Jahr（1895-1953）によって造られたものである。
1970年、アメリカの生化学者で腫瘍学の教授だったヴァン・R ・ポッターは、この用語を用いて生物圏と増え続ける人口の間の関係を説明した。ポッターの仕事は、生物学、生態学、医学、そして人間の価値観との関連性を中心とした分野であり、グローバル倫理（Global justice）の基礎を築いた。

## 目的と範囲
生命倫理学の分野は、命の境界をめぐる議論（例えば中絶 、 安楽死）、代理出産、貧弱なヘルスケア資源の配分（例えば臓器提供 、医薬品の配給）から、宗教的または文化的な理由で医療を拒否する権利まで、人間の探究における広い範囲を扱ってきた。生命倫理学者は、その分野が生物学と医学を含むすべての問題の倫理的評価に関心を持つべきか、あるいはこれらの問題のサブセットのみに関心を持つべきかについて議論しながら、その分野の厳密な限界については意見を異にする。生命倫理学者の中には、倫理的評価を医学的治療または技術革新の道徳性、そして人間の医学的治療のタイミングのみに限定する人もいる。他の人たちは、恐れを感じることができる生物を助けたり害を与えたりするかもしれないすべての行動の道徳性を含むように倫理的評価の範囲を広げるかもしれない。
生命倫理学の範囲は、クローニング、遺伝子治療、延命、人間の遺伝子工学、宇宙倫理学、宇宙での生、そしてDNA、XNA、タンパク質の改変による基礎生物学の操作など、バイオテクノロジーによって拡大されていく。これらの発展は将来の進化に影響を及ぼすもので、その基本的な生物学的プロセスおよび構造に基づき繁殖を追求する生命そのものを重視した生物倫理（Biotic ethics）など、今後、生命そのものに取り組む新しい原則が必要となってくる可能性がある。

## 原則
現代の生命倫理学者が最初に取り組んだ分野の一つは、非倫理的な人体実験（またはヒトを対象にした研究）の分野だった。1974年にアメリカ合衆国で最初に設立された、生物医学および行動研究の被験者保護委員会は、ヒト対象を含む生物医学および行動研究の実施の根底にあるべき基本的な倫理原則を定めた。
その「ベルモント・レポート（1979）」として発表された基本的な原則、 「人への敬意（respect for persons）」、「与益（beneficence）」 、そして「正義」、の原則は、その後の幅広い分野にわたる生命倫理学者の考え方に影響を与えた。後の人々は、これらの価値観に、「無加害（non-maleficence）」、「人間の尊厳（human dignity）」、そして「生命の尊厳（the sanctity of life）」を加えた。全体的に見て、ベルモント・レポートは脆弱な被験者を保護することと研究者と被験者の間の透明性を推進することに焦点を合わせた方向で研究を導いてきた。研究は過去40年以内に盛んになり、技術の進歩により、ヒトを対象にした研究は（ヘルシンキ宣言などもあるが）ベルモント・レポートの範囲を凌駕していると考えられ、改訂が望まれている。
多くの生命倫理学者にとって、特に医学研究者は、「自主尊重原則・自己決定権」を最優先事項とする。各患者は自分の信念に沿って、自分が最も考慮する行動方針を決定するべきであると考えている。 言い換えれば、患者は常に自分の治療を選択する自由を持つべきということである。
生命倫理のもう一つの重要な原則は、議論と発表に価値を置く、という事である。 そのような目標を擁護するために、米国中の大学には、議論に基づいた多数の生命倫理グループが存在している。例としては、オハイオ州立生命倫理学会およびコーネル大の生命倫理学会が挙げられる。これらの組織のプロフェッショナルレベルのバージョンも存在している。

## 医療倫理
倫理は、医療提供者と患者によって行われる医療上の決定に影響を与える。医療倫理は、医学に適用される道徳的価値観と判断の学問である。 4つの主な道徳的約束は、自主尊重原則（自己決定権）（autonomy）、無加害原則（non-maleficence）、 与益原則（beneficence）、および公平・正義の原則である。 これらの4原則を使用し、医師の具体的な関心事が彼らの実践の範囲に対するものであることについて考えることは、医師が道徳的な決定を下すのに役立つものとなる。学問分野として、医療倫理学は臨床の場でのその実際的な応用とその歴史、哲学、神学、そして社会学の研究を含む。
医療倫理は専門的倫理の応用として狭義に理解される傾向がある。一方、生命倫理学は科学哲学とバイオテクノロジーの問題に触れながら、より広範な用途を持っている。 しかしながら、2つの分野はしばしば重なり合い、区別は専門的な合意というよりもスタイルの問題である。医療倫理は、看護倫理など、他の部門にも裾野を広げ、多くの原則を共有している。 生命倫理学者は、生と死の理解に関わる道徳的問題を調べ、医学と科学における倫理的ジレンマを解決することにおいて、ヘルスケアと研究のコミュニティを支援する。この例としては、医療の平等問題、文化的実践と医療実践の交差、そしてバイオテロ問題などが挙げられる。

## 種々の観点及び方法論
生命倫理学者は多種多様なバックグラウンドを持ち、多様な分野の訓練を受けている。
この分野には、ライス大学のH. Tristram Engelhardt、ライス大学のBaruch Brody、プリンストン大学のPeter Singer、ヘイスティングスセンターの Daniel Callahan 、ハーバード大学のDaniel Brockなどの哲学の訓練を受けた個人。また、シカゴ大学のMark Sieglerやコーネル大学のJoseph Finsのような医学的に訓練された臨床医倫理学者、アルバートアインシュタイン医科大学のNancy Dubler、または連邦人間保護局（Office for Human Research Protections）のJerry Menikoffなどの弁護士、フランシス・フクヤマのような政治学者。ジェームズ・チルドレスを含む宗教学者、ジョージワシントン大学のAmitai Etzioniのような公の知識人、そしてLisa Sowle CahillやStanley Hauerwasのような神学者たち等が貢献している。以前は正式に訓練を受けた哲学者によって専有されてきたこの分野は、ますます学際的になっており、分析哲学の方法は、この分野の発展にマイナスの影響を与えていると主張する、いくつかの批評家までも含まれるようになった。生命倫理学はまたAlfred North Whiteheadによって開発されたプロセス哲学から恩恵を受けている。
この分野の主要ジャーナルには、 Journal of Medicine and Philosophy 、The Hastings Center Report 、 American Journal of Bioethics 、 Journal of Medical Ethics 、 Bioethics 、 Kennedy Institute of Ethics Journal 、およびCambridge Quarterly of Healthcare Ethicsなどが存在する。
多くの宗教共同体は生命倫理的問題への探究の歴史を持ち、それぞれの信仰の観点からこれらの問題にどう対処するかについての規則とガイドラインを発展させた。ユダヤ人 、クリスチャン、そしてイスラム教徒の信仰は、それぞれこれらの問題に関してかなりの数の文献を残している。多くの非西洋文化の場合、宗教と哲学との厳密な分離は存在しない。例えば、多くのアジアの文化では、生命倫理問題について活発な議論があり、仏教の生命倫理は、一般的に、合理的で実用的なアプローチにつながる自然主義的な見方を特徴としている。インドでは、 Vandana Shivaはヒンズー教の伝統から語る有力な生命倫理学者である。アフリカでは、そして部分的にはラテンアメリカでも、生命倫理に関する議論は、未開発地域と地政学的権力関係の文脈におけるその実際的な関連性にしばしば焦点を当てている。アフリカでは、彼らの生命倫理的アプローチは西洋の生命倫理の影響を受けているが、人々は変化を求めており、アフリカの先住民の哲学が適用されるべきであると感じている。その信念は、アフリカ人は彼ら自身の文化に根ざした生命倫理的アプローチを受け入れる可能性が高くなり、それがアフリカの人々に力を与え、彼らに尊厳を与えるだろうということである。
日本では、森岡正博によると、1970年代初頭に障害者活動家やフェミニストが生命倫理運動を始め、1980年代半ばには学術的な生命倫理が始まったと主張している。この期間中、脳死と障害に関する独自の哲学的議論が、アカデミーとジャーナリズムの両方に現れた。中国の文化と生命倫理では、西洋の生命倫理が自主（オートノミー）に強い重点が置かれるのとは対照的に、それほど自主（オートノミー）に重点が置かれていない。コミュニティ、社会的価値観、そして家族はすべて中国文化において非常に重く評価されており、中国の生命倫理における自主性に重点を置いていないことに寄与していると言える。中国人は、家族、地域社会、そして個人は互いに相互依存関係にあると信じているので、家族のために独立した決断を下すのではなく、家族単位が愛する人のために健康管理と医学的決断に関する決定をまとめるのが一般的である。
中には、スピリチュアルにお互いの霊的存在および道徳的主体としての相互理解する関係は、生命倫理の重要な側面であり、霊性と生命倫理は互いに深く絡み合っていると主張する人も存在する。医療提供者として、さまざまな世界観や宗教的信念を知って理解することが重要であり、この知識と理解を持つことは、医療提供者に彼らの患者をより良く治療しそして奉仕する能力を与えることができるようになり、患者の道徳的要因のつながりと背景理解を深めることは、患者に提供されるケアを向上させるのに役立つ。このつながりや理解がなければ、患者は「顔のない仕事の単位」になったり、語るべき人の生や精神的な存在とは対照的に、単なる「病状の症例」と見なされたりする危険性があるという。

### イスラム生命倫理
イスラムにおける生命倫理は西洋生命倫理とは異なるところもあるが、いくつかの共通点もある。西洋の生命倫理は権利、特に個人の権利に焦点を当てる。一方で、イスラム生命倫理はイスラム教的義務としての治療と生命保全といった見方を取る。イスラム生命倫理は、クルアーンと予言者ムハンマドの教えに強く影響を受け、これらの教えは、シャリーア法・イスラム法の一部となっている。
科学と医療の発展に対応するため、イスラム生命倫理学者たちは定期的に会合をもち、新しい問題について合意を形成するために努めている。しかしながら、常に全会一致という訳ではなく、個々の意見は割れる場合もあり、イスラム教徒の間でも多様性があり、国などによってもシャリア法をどの程度解釈するか異なるものとなっている。

#### イスラム生命倫理学における生殖と中絶
他のほとんどの状況と同様に、イスラムの生命倫理学者たちは、クルアーンと宗教の指導者たちに、生殖と中絶に関する彼らの見解を求め、人間の生殖は婚姻によってのみ正当なものだと確信する。これは、子供が夫婦間の性交を介してのみ生まれるべき、という意味ではなく、子供を産む唯一の適切かつ合法的な方法は、夫と妻の間の行為である場合ということである。つまり、結婚しているカップルが現代のバイオテクノロジーを用いて人工の技術を使い子供を産むことはOKだが、結婚の婚外関係においてこれを行うことは淫らな不道徳とみなされる。
また、イスラム生命倫理は中絶に強く反対し、それを厳しく禁じている。イスラーム医科学機構 - The Islamic Organization of Medical Sciences (IOMS) は、「受精卵が女性の身体の中に落ち着いた瞬間から、満場一致で認識される程度の尊敬に値する」と述べている。中絶は、それが「より悪くない悪」として特別な状況でのみ認められてきた。

### 遺伝子治療における倫理的問題
人体の基本的構成要素である遺伝子に科学者たちが変更を加える遺伝子治療は倫理が関わる問題である。現在、特定の身体部分の細胞を編集することによって特定の遺伝的疾患を治療するための治療的遺伝子治療が利用可能となっている。例えば、遺伝子治療は造血器疾患を治療することができる。「生殖細胞系遺伝子治療」と呼ばれる物議を醸す遺伝子治療もある。そこでは、精子や卵の中の遺伝子を編集して、将来の世代の遺伝的障害を予防する。この種の遺伝子治療が長期的な人間の発達にどのように影響するかは不明である。現在、米国では、連邦の資金で生殖細胞系遺伝子治療を研究することはできない。

## 教育

### アメリカ合衆国
アメリカ合衆国においては、生命倫理学は、哲学、医学、法学、社会科学など、さまざまな学問分野またはプログラムの大学の学部および大学院レベルのコースで教えられている。また、医学、看護といった医療専門育成プログラムにおいては、それぞれ各倫理（職業倫理、医療倫理、治験倫理、看護倫理）を学ぶ事は、その資格認定の要件となっている。また、この分野への関心と専門的な需要は、主に米国とヨーロッパで、生命倫理における濃度の濃い専門の学部専攻、修士と博士の課程の創出につながっている。

### カナダ
カナダにおいては、すべての医学部は生命倫理を教えており、学生は生物医学倫理について理解し、将来のキャリアにおいて得た知識を使ってより良い患者ケアを提供することができる。カナダの研修医訓練プログラムはその認定の条件の一つとして生命倫理学を教えることを義務化しており、それはカナダの家族医科大学およびカナダの王立医科大学での必須課程ともなっている。

### 日本
日本においては、「医療倫理」と「生命倫理」に分れており、教育プログラムとしては大学及び大学院での選択科目に位置づけられている。どちらかと言えば、医療従事者を養成する領域においては「医療倫理」が選択され、薬学部、獣医学部、哲学や人文科学などの領域では「生命倫理」が選択される事が多い。
「医療倫理」が専門医療者として守らなければならない職業倫理としての道徳規定（患者の利益保護、遵法精神）等の涵養を目的としているのに対して、「生命倫理」は動物実験や臨床試験等における課題の抽出や医療法や関連法令（薬剤師法、獣医師法、社会福祉法）との擦り合せなどへの倫理的な考え方を涵養する（例：薬剤師国家試験、獣医師国家試験、臨床心理士、介護福祉士）。

また、日本国内における認識としては、生命倫理の場合には、哲学的な考察を中心としたカリキュラムが組まれており、社会における諸課題に対するレポートの提出が義務づけられている場合が多い（例：出生前診断、安楽死）。医療倫理の場合には、「ユネスコ生命倫理学」を必修として、その他医療を取り巻く法制度などを組み込んだカリキュラムが編制される場合が多い（例：看護師国家試験、医師国家試験）。

## 批判
研究として、生命倫理学はまた批判をも集めている。 例えば、Paul Farmerは、生命倫理学は、先進国の患者に対する「過剰な医療」から生じる問題に焦点をあてる傾向があるが、世界における貧困における倫理的問題にはほとんど、または全く注意を払わないと述べた。Farmerは、通常先進国の病院で道徳的に困難な臨床状況を取り扱うことの生命倫理を「二次倫理」として特徴付けている。彼は、二次倫理と臨床生命倫理を重要ではないと考えているわけではなく、彼はむしろ、生命倫理は貧しい人々に十分な重みを与えバランスが取れていなければならないと主張する。
加えて、生命倫理学は、特に人種に関して、思考の多様性の欠如から非難されてきた。 この分野が世論、政策決定、医学的決定の分野を含むようになったとしても、人種間の交差、特にその構築に生かされた文化的価値と生命倫理学文献との間の学術的な執筆はほとんどまたは全く書かれていない。 John Hobermanはこれを2016年の批評で説明しており、そこでは生命倫理学者たちは社会学的および歴史的に関連のある応用を含むように彼らの言説を拡大することに伝統的に抵抗してきた。これの中心となるのが、 白人普遍性の概念であり、これは生命倫理学界における白人の覇権的構造の優位性を確立し、既存のバイアスを強化する傾向がある、と指摘する。しかしながら、生命倫理学における思考の多様性の欠如および社会的包摂性に関する異なる見解もまた進展している。思想史家HeikkiSaxénは、思考の多様性と社会的包摂性は、完全には実現されていないにもかかわらず、生命倫理の2つの重要な基礎であると主張した。

## 分野
健康科学の分野において、出版されており、ピアレビューを受けている生命倫理分析の主題は以下を含む： 
- 妊娠中絶 / 人工妊娠中絶
- 代替医療
- 動物の権利
- 応用倫理学
- 人工授精
- 人工生命
- 人工子宮
- 死の幇助
- 生物中心主義 - Biocentrism (ethics)
- バイオエージェント - Biological agent
- 生物学的特許
- バイオパイラシー - Biopiracy
- バイオリスク - Biorisk
- 生物倫理 - Biotic ethics
- 輸血
- 身体改造
- ブレイン・マシン・インタフェース
- キメラ
- 割礼
- クローニング
- 守秘義務 (診療録)
- 合意（インフォームド・コンセント）
- 避妊
- 人体冷凍保存
- 障害者
- 優生学
- 安楽死 (ヒト, 及び非ヒト動物)
- エクソシスム
- 心霊治療
- 経管栄養
- 遺伝子の窃盗
- 遺伝子治療
- 遺伝子組み換え作物 と食品- Genetically modified food
- 遺伝子組換え生物
- ゲノミクス
- Great Ape Project - Great Ape Project
- HeLa細胞
- ヒトクローン - Human cloning
- 人間強化
- アメリカ合衆国における人体実験
- 人体実験
- 遺伝子工学 ヒトの遺伝子工学（治療）
- 医原病
- 不妊治療
- 間性
- 抗老化医学
- 延命治療
- ロボトミー
- 医療化
- 医療過誤
- 医学研究 - Medical research
- 医療的拷問（英語版）
  - 医薬的拷問（英語版）
- あっせん行為 - Mediation
- ミトコンドリア置換療法 - Mitochondrial replacement therapy
- 義務論
- 動物における道徳位置づけ - (Moral status of animals), Intrinsic value (animal ethics)
- ナノ医療 - Nanomedicine
- ナチス・ドイツの人体実験
- 義務的ケアと特殊ケア - Ordinary and extraordinary care
- 過剰治療 - Overtreatment / 無駄な医療
- 臓器提供
- 移植 (医療)
- ペインクリニック
- 単為生殖
- 患者の権利
- 偽薬
- 遺伝薬理学
- 精神医学の政治的乱用 - Political abuse of psychiatry
- 人口抑制 - Population control
- アメリカ合衆国における処方箋薬価問題 - Prescription drug prices in the United States
- 生殖の善行 - Procreative beneficence
- 職業倫理
- 精神外科
- クオリティ・オブ・ライフ - Quality of Life
- クオリティ・オブ・ライフ（医療） - Quality of Life (Healthcare)
- 処方箋過剰摂取防止策 - Quaternary prevention
- 薬物乱用 - Recreational drug use
- 生殖権 - Reproductive rights
- 生殖技術 - Reproductive technology
- 不妊治療 - Reprogenetics
- 性別適合手術 - Sex reassignment therapy
- 精子提供 と 卵子提供
- 宗教的薬物摂取 - Entheogen
- 幹細胞（卵子提供問題）
- 不妊手術 断種手術
- 自殺
- 代理母出産
- 性別不合
- トランスヒューマニズム
- 臓器提供
- 卵管結紮術 - 不妊手術
- ワクチン忌避
- 異種間輸血 - Xenotransfusion
- 異種移植

## 人物
- 加藤尚武
- 星野一正 - 日本生命倫理学会　初代会長[45]
- 金森修
- 木村利人
- 小松美彦
- 柘植あづみ
- 橳島次郎
- 森岡正博